# Миттет, Теодор
Теодор Педер «Тед» Миттет (англ. Theodore Peder "Ted" Mittet; 23 декабря 1941, Сиэтл, Вашингтон — 27 декабря 2024) — американский гребец, выступавший за сборную США по академической гребле в середине 1960-х годов. Бронзовый призёр летних Олимпийских игр в Токио, победитель и призёр регат национального значения.

## Биография
Теодор Миттет родился 23 декабря 1941 года в Сиэтле, штат Вашингтон.
Занимался академической греблей во время учёбы в Вашингтонском университете, состоял в местной гребной команде, неоднократно принимал участие в различных студенческих регатах. Окончил университет по специальности архитектуры и градостроительства. Также проходил подготовку в гребном клубе «Лейк-Вашингтон» в Сиэтле.
Наибольшего успеха в гребле на взрослом международном уровне добился в сезоне 1964 года, когда вошёл в основной состав американской национальной сборной и благодаря череде удачных выступлений удостоился права защищать честь страны на летних Олимпийских играх в Токио. В программе распашных безрульных четвёрок пришёл к финишу третьим позади экипажей из Дании и Великобритании — тем самым завоевал бронзовую олимпийскую медаль. Миттет остался на некоторое время в Японии, изучал здесь архитектуру и женился на местной женщине.
В 1966 году с другими партнёрами выступил в безрульных четвёрках на чемпионате мира в Бледе, сумел квалифицироваться лишь в утешительный финал B и расположился в итоговом протоколе соревнований на девятой строке.
Впоследствии в течение двух лет работал тренером по гребле в Университете Западного Вашингтона. Позже занимался архитектурной практикой.